# The Terrorizers (film, 1986)
Pour les articles homonymes, voir Le Terroriste.
Pour plus de détails, voir Fiche technique et Distribution.
The Terrorizers (恐怖份子, Kǒngbù fènzi) est un film taïwanais réalisé par Edward Yang, sorti en 1986.

## Synopsis
À Taipei, trois couples interagissent de façon involontaire. Un photographe et sa petite amie ; une délinquante et son complice ; une romancière et son mari - qui travaille dans un hôpital.

## Fiche technique
- Titre : The Terrorizers
- Titre original : 恐怖份子, Kǒngbù fènzi
- Réalisation : Edward Yang
- Scénario : Edward Yang et Hsiao Yeh
- Photo : Chan Chang
- Son : Tu Du-che
- Décor : Lai Mingtang
- Musique :
- Montage : Liao Ching-song
- Production : Xiao Ye
- Société de distribution : Sunny Overseas Corporation et Golden Harvest
- Pays d'origine :  Taïwan /  Hong Kong
- Format : Couleurs - 1,85:1 - son Dolby numérique -  35 mm
- Genre : drame
- Durée : 109 minutes
- Dates de sortie :
  - 14 septembre 1987 au festival international du film de Toronto au  Canada
  - 14 décembre 2011 en  France

## Distribution
- Cora Miao : Zhou Yufang, la romancière.
- Bao-ming Gu : Gu, le chef de la police.
- Wang An : la délinquante.
- Shi-Jye Jin : l'éditeur, l'amant de Zhou Yufang
- Lichun Lee : Li Lizhong, le mari de Zhou Yufang

## Production

### Genèse et développement
Le personnage du photographe qui cherche à retracer le parcours de la délinquante, à établir son portrait, est manifestement inspiré par celui du photographe de Blow Up de Michelangelo Antonioni .

## Sortie

### Accueil critique
Le Terroriste a été décrit par Fredric Jameson comme "le film postmoderne" (par excellence).

## Distinctions
- (en) Récompenses pour The Terrorizers sur l’Internet Movie Database